# Olga Romanowa (1839–1891)
Olga Fiodorowna Romanowa (ur. 20 września 1839 w Karlsruhe, zm. 12 kwietnia 1891 w Charkowie, Ukraina) – wielka księżna Rosji.

## Życiorys
Wielka księżna Olga urodziła się jako Cecylia Augusta, księżniczka i margrabianka Badenii. Była najmłodszą córką wielkiego księcia Leopolda Badeńskiego i szwedzkiej królewny, Zofii Badeńskiej. Cecylia przyjęła imię Olga Fiodorowna po przejściu na prawosławie.
28 sierpnia 1857 wyszła za mąż za wielkiego księcia Michała Mikołajewicza, najmłodszego syna cara Mikołaja I i carycy Aleksandry Fiodorownej, urodzonej jako Charlotta, księżniczka pruska. Ślub odbył się w Pałacu Zimowym w Petersburgu.

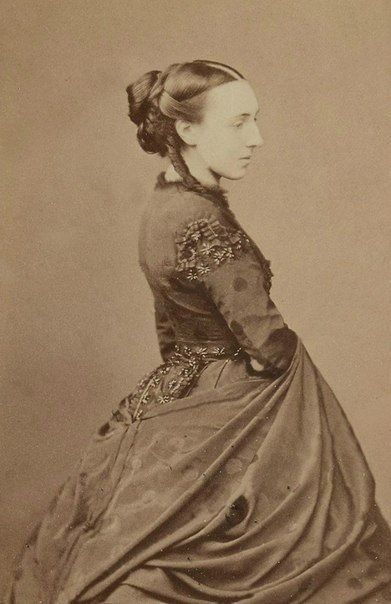
Olga Fiodorowna Romanowa, 1863

Olga i Michał mieli siedmioro dzieci:
- Mikołaj Michajłowicz Romanow (1859–1919)
- Anastazja Michajłowna Romanowa (1860–1922)
- Michał Michajłowicz Romanow (1861–1929), zawarł małżeństwo morganatyczne z Zofią von Merenberg;
- Jerzy Michajłowicz Romanow (1863–1919)
- Aleksander Michajłowicz Romanow (1866–1933)
- Sergiusz Michajłowicz Romanow (1869–1918)
- Aleksy Michałowicz Romanow (1875–1895)